# Claver (Surigao del Norte)
Claver es un municipio filipino de segunda categoría, situado en la parte nordeste de la isla de Mindanao. Forma parte de la provincia de Surigao del Norte situada en la Región Administrativa de Caraga, también denominada Región XIII. Para las elecciones está encuadrado en el Segundo Distrito Electoral.

## Geografía
Se trata del municipio de mayor extensión superficial de la provincia. Está situado en el extremo suroriental, 60 kilómetros al este de la ciudad de Surigao, en la isla de Mindanao frente al seno de Dinagat separado de la isla Grande de Bucas por el Canal de Gutuán (Hinatuan Passage). La isla Grande de Bucas cierra el Canal de Gutuán separándolo del mar de Filipinas, a poca distancia de la fosa de Filipinas.
Su término linda al norte con el mar, Canal de Gutuán; al suroeste con la provincia de Surigao del Sur, municipio de Carrascal; al este con Higaquit; y al suroeste con la provincia de Agusán del Norte, municipios de Kitcharao y de Jabonga.
Islas adyacentes son las de Lapinigán; de Carangbanua y de Kabudjuán, pertenecientes al barrio de Wangke, Malinguín del barrio de Urbiztondo; y Millari del barrio de  Taganito.

### Barrios
El municipio  de Claver se divide, a los efectos administrativos, en 14 barangayes o barrios, conforme a la siguiente relación:
| - Bagakay (Oeste de la Población) - Cabugo - Cagdianao | - Daywan - Hayanggabón - Ladgarón (Población) | - Lapinigán - Magallanes - Panatao - Sapa | - Taganito - Tayaga (Este de la Población) - Urbiztondo - Wangke |

### Economía
Gran parte del término municipal tierra es una reserva de minerales de hierro.
Minería y agricultura son las principales fuentes de subsistencia.

## Historia
El actual territorio de Surigao del Norte fue parte de la provincia de Caraga durante la mayor parte del período español.
Así, a principios del siglo XX la isla de Mindanao se hallaba dividida en siete distritos o provincias.
El Distrito 3º de Surigao, llamado hasta 1858  provincia de Caraga, tenía por capital el pueblo de Surigao e incluía la  Comandancia de Butuan.
Uno de sus pueblos era Gigaquit de 9,997, con las visitas de Bacuag, Claver y Taganito, hoy barrio de Claver;

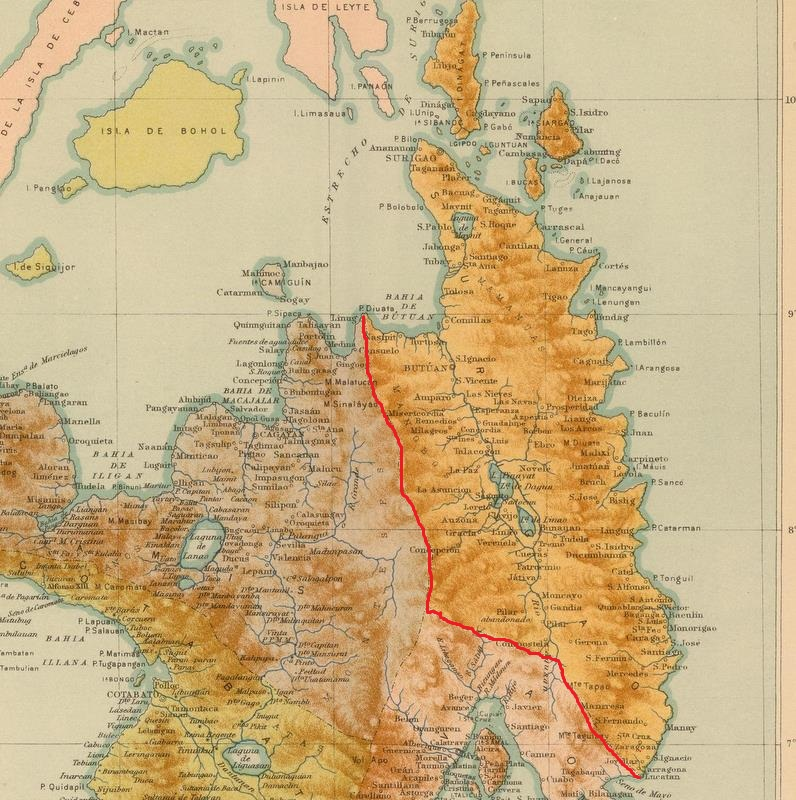
Provincia de Surigao en 1899.

En 1904, durante la ocupación estadounidense de Filipinas muchos municipios  se convirtieron en barrios. La provincia de Surigao retuvo sólo los de Surigao, Placer, Dinagat y Dapa.
Este fue  el caso de Claver.
En 1955 alcanza la condición de municipio, siendo su territorio  segregado del término de Higaquit.

## Fiestas
El municipio de Claver celebra su fiesta anual el día 9 de septiembre  en honor a su patrón San Pedro Claver, el esclavo de los esclavos, misionero y sacerdote jesuita español quien pasó a la posteridad por su entrega a aliviar el sufrimiento de los esclavos de Cartagena de Indias.
.